# Hydaticus collarti
Hydaticus collarti är en skalbaggsart som beskrevs av Guignot 1948. Hydaticus collarti ingår i släktet Hydaticus och familjen dykare. Inga underarter finns listade i Catalogue of Life.